# Stormvloedgrens
Stormvloedgrens (Engelse titel: Tidestorm limit) is een sciencefictionroman van de Amerikaanse schrijfster Ansen Dibell uit 1983. De Nederlandse vertaling verscheen hetzelfde jaar bij Uitgeverij Meulenhoff als M=SF #192 en is het vierde boek in de vijfdelige reeks Het bewind van Een.

## Verhaal
In het jaar dat de laatste Tek stierf besloot de Shai om er uit te trekken naar de sterren, en deze wereld die hij zo lang geleden voor de Teks had uitgekozen over te laten aan zijn eigen problemen en zijn eigen vernuft. Hij vertrok omdat Het bewind van Een enerzijds niet uitvoerbaar was zonder de eeuwenlange inzet van Teks die belichaming na belichaming de instructies van de Shai konden volgen, en anderzijds niet realiseerbaar was door het inzetten van mobielen omdat ze steeds sneller een eigen rebelse persoonlijkheid ontwikkelden die de Shai niet meer kun laten terugvloeien in zijn eigen wezen. De Shai liet een mobiel, Garin, achter die zich als mens onder de mensen zelf moest zien te redden.
De titel slaat op de denkbeeldige grens die een schip op zee kan bereiken waarbij het nog terug kan keren naar een veilige haven wanneer de onvoorspelbare stormvloed losbarst. De eilanden rond de baai van Andras worden elk bestuurd door een andere hertogelijke familie, met enkel de taal en eeuwenoude vetes als bindmiddel, en waren ingericht als onneembare forten. Het aanbieden van veilige ankerplaatsen voor de stormvloedgrens vormde een spel van onderhandelingen, bondgenootschappen, intriges, uitwisselen van gijzelaars en verraad.
De vorige mobiel Ashai Rey liet ook een zoon na, Pedross, erfgenaam van de machtspositie op de eilanden van Andras. Ashai Rey, als mobiel van de Shai, wist wanneer de stormvloed toesloeg waardoor zijn schepen een tactisch voordeel hadden bij het veroveren van eilanden, wat door de Andraanse bevolking werd gezien als tovenarij. 
Het verhaal volgt Pedros die het werk van zijn vader wil verderzetten en zijn machtspositie over heel Andras wil uitbreiden, en ook de omzwervingen van Sua, de boeiendste dochter van Jannus en Poli, samen met Garin. Pedross beschouwt Sua als zijn geluksbrenger en wil haar daarom voor zich terugwinnen, terwijl de Andraanse hertogen overtuigd zijn dat Garin ook een tovenaar is die hen kan helpen in hun strijd tegen Pedros.

## Het bewind van Een-reeks
1. 1978 - De laatste koning (Pursuit of the Screamer)
2. 1981 - Ashai Rey (Circle, Crescent, Star)
3. 1982 - Zomermarkt (Summerfair)
4. 1983 - Stormvloedgrens (Tidestorm Limit)
5. 1985 - Gift van de Shai (The Sun of Return)